# Randy Feenstra

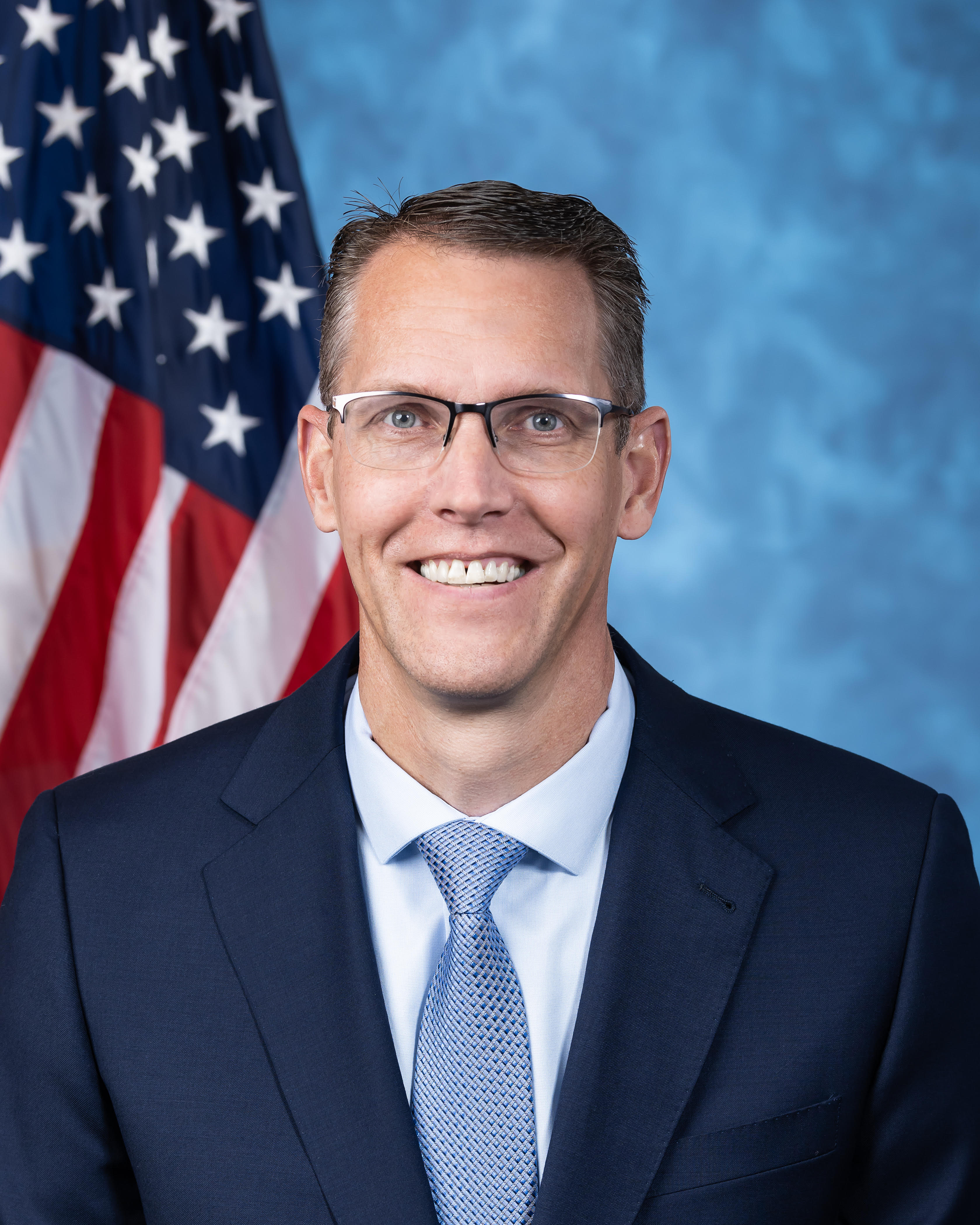
Randy Feenstra (2020)

Randall Lee „Randy“ Feenstra (* 14. Januar 1969 in Hull, Sioux County, Iowa) ist ein US-amerikanischer Politiker der Republikanischen Partei. Seit Januar 2021 vertritt er den vierten Distrikt des Bundesstaats Iowa im Repräsentantenhaus der Vereinigten Staaten. Von 2009 bis 2020 vertrat Feenstra den 2. Senatsbezirk des Bundesstaates im Senat von Iowa.

## Leben
Randy Feenstra, der niederländische Vorfahren hat, wurde in Hull im Sioux County im Nordwesten von Iowa geboren und wuchs dort auf. Er besuchte die private Western Christian High School in Hull und studierte nach seinem Schulabschluss an der Dordt University, mit Abschluss als Bachelor of Arts im Jahr 1991, und an der Iowa State University, wo er einen Abschluss als Master of Public Administration machte. Seit 1999 war Feenstra Stadtdirektor von Hull und im Jahr 2006 wurde er zum Schatzmeister des Sioux County gewählt.
Randy Feenstra ist verheiratet und hat mit seiner Frau Lynette vier Kinder.

## Politik
2008 wurde Feenstra ohne Gegenkandidaten in den Senat von Iowa gewählt. Bei den Wahlen 2012 und 2016 wurde Feenstra wieder jeweils ohne Gegenkandidaten in seinem Amt bestätigt. Während seiner Zeit im Senat arbeitete er für eine Bankenversicherung und von 2011 bis 2017 war Feenstra Gastdozent und seitdem ordentlicher Dozent an der Dordt University.
Im Jahr 2019 gab Feenstra seine Kandidatur für den Sitz des vierten Kongresswahlbezirkes Iowas im Repräsentantenhaus bei der Wahl im folgenden Jahr bekannt. Er trat in der Vorwahl der Republikaner unter anderem gegen den langjährigen Inhaber des Sitzes Steve King an, dem aufgrund kontroverser Äußerungen nach dem Attentat auf eine Synagoge in Pittsburgh, die als „White Nationalism“ eingestuft wurden, die Ausschusssitze entzogen worden waren. Feenstra, der durch die United States Chamber of Commerce und das National Right to Life Committee sowie den konservativen politischen Kommentator Ben Shapiro mit Wahlempfehlungen unterstützt wurde, setzte sich in der Vorwahl gegen King und drei weitere Kandidaten durch.
Die Repräsentantenhauswahl am 3. November 2020 gewann Feenstra mit 62 Prozent der Stimmen gegen den Demokratischen Kandidaten J. D. Scholten. Er trat sein Amt mit Beginn der neuen Legislaturperiode am 3. Januar 2021 an.
Die Primary (Vorwahl) seiner Partei für die Wahlen 2022 am 21. Juni konnte er mit rund 99 % klar gewinnen. Er ist am 8. November 2022 gegen Ryan Melton von der Demokratischen Partei, sowie Bryan Holder vom Liberty Caucus  angetreten. Feenstra gewann seine Wiederwahl in dem landwirtschaftlich geprägten Kongresswahlbezirk im Westen Iowas mit 67,4 %. Bei der Vorwahl zur folgenden Kongresswahl 2024 trat der Geschäftsmann Kevin Virgil gegen Feenstra an. Virgil unterlag ihm mit 39,7 % zu 60,3 %. Virgil rief späterer zur Wahl des Demokraten Ryan Melton statt seines Parteifreundes Feenstra auf. Republikaner seien in dem konservativen Wahlbezirk zu selbstgefällig gewesen, so Vigil. In der Hauptwahl setzte sich Feenstra erneut gegen den Demokraten Ryan Melton durch, diesmal mit 67,2 %. Seine aktuelle Legislaturperiode im Repräsentantenhaus des 119. Kongresses läuft noch bis zum 3. Januar 2027.
Im Mai 2025 meldete Feenstra die Kandidatur für die Gouverneurswahl 2026 in Iowa an, nachdem Gouverneurin Kim Reynolds im April mitgeteilt hatte, dass sie nicht erneut kandidiere.

### Ausschüsse
Er ist aktuell Mitglied in folgenden Ausschüssen des Repräsentantenhauses:
- Committee on Agriculture
  - Commodity Exchanges, Energy, and Credit
  - Livestock and Foreign Agriculture
- Committee on Science, Space, and Technology
  - Environment
  - Research and Technology (Ranking Member)
- Committee on the Budget

Feenstra ist Mitglied in der House Republican Conference sowie in vier weiteren Caucuses.

### Positionen
Er war einer der 72 republikanischen Abgeordneten im Repräsentantenhaus, die am 7. Januar 2021 nach dem Sturm auf das Kapitol der Bestätigung Joe Bidens als Sieger der Präsidentschaftswahl zustimmten. Das Zweite Amtsenthebungsverfahren gegen Donald Trump lehnte er am 13. Januar 2021 ab.